# Nargothrond
Nargothrond is een vesting in J.R.R. Tolkiens fictieve wereld Midden-aarde, die onder andere in het boek De Silmarillion figureert. De Sindarijnse naam betekent Groot ondergronds slot bij de rivier Narog. De stad wordt Nulukkhizdīn genoemd door de Dwergen. Zij is in het begin van de Eerste Era uitgegraven in de rivieroevers van de Narog in Beleriand door de Elf Finrod Felagund. Finrods rijk waarvan Nargothrond het centrum is wordt ook Nargothrond genoemd.

## Ontstaan

### Nulukkizdîn
De nietige dwergen waren de eerste bewoners van de grotten maar zij werden door de Sindar verjaagd/gedood voor de komst van de Noldor. Hun rijk werd door hen Nulukkizdîn genoemd.

### Inspiratie door Ulmo
Finrod Felagund komt in het jaar 1 van de Eerste Era met de andere verbannen Noldor in Beleriand. Omstreeks het jaar 50 bezoekt Turgon zijn neef en vriend Finrod op het eiland Tol Sirion, waar de laatste zich gevestigd heeft, en de twee trekken samen zuidwaarts langs de rivier de Sirion. Voorbij de Aelin-uial brengen ze de nacht door, en in die nacht krijgen ze beiden een droom van de Vala Ulmo. Wanneer ze wakker worden zeggen ze niets tegen elkaar, want zowel Turgon als Finrod denkt dat hij alleen een boodschap van Ulmo gekregen heeft. De droom brengt onrust teweeg, en is een oproep om een verborgen vesting te maken ter bescherming tegen de vijand, Morgoth. Vanaf die tijd maken ze allebei verre reizen naar onbekende en moeilijk vindbare plaatsen en Turgon bouwt na enige tijd de geheime stad Gondolin.

### Menegroth

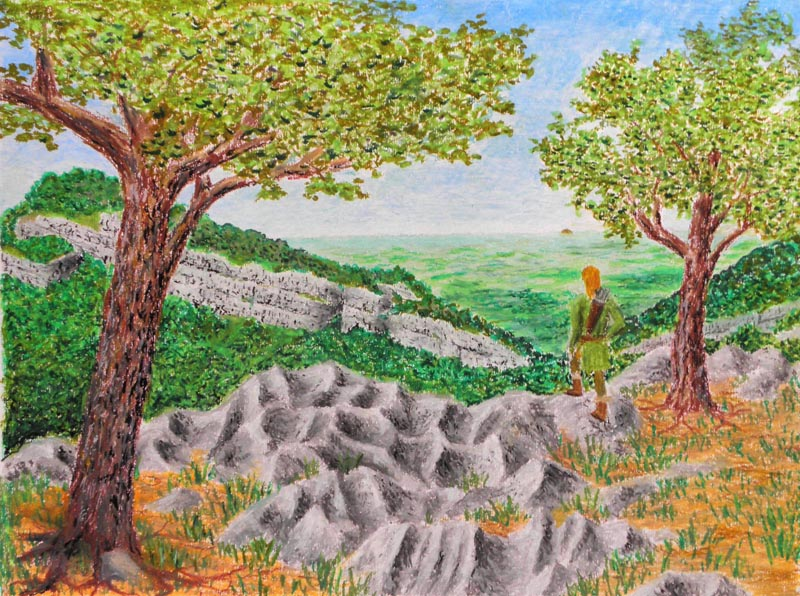
Taur-en-Faroth

Op een dag is Finrod met zijn zus Galadriel te gast bij hun verwant Elu Thingol, de koning van Doriath, die zetelt in de grottenvesting Menegroth. Finrod is daarbij onder de indruk van de sterkte en de luister van de stad en verlangt ernaar om zelf ook zo’n burcht te bouwen. Hij besluit zijn verlangen aan Thingol voor te leggen, waarop deze hem vertelt over een diepe kloof in de Narog. Onder de Taur-en-Faroth, de beboste heuvels aan de westelijke kant van de kloof, bevinden zich uitgebreide grotten, die slechts bij heel weinig Elfen bekend zijn. Wanneer Finrod vertrekt uit Menegroth geeft Thingol hem een paar gidsen mee om hem naar die plaats te leiden.

### Bouw van Nargothrond
Wanneer Finrod de grotten van Narog bereikt, begint hij daar diepe zalen uit te houwen naar het voorbeeld van Menegroth. Hij wordt daarbij geholpen door Dwergen uit de Ered Luin, die rijkelijk door hem beloond worden. Als Finrod klaar is omstreeks het jaar I 100 noemt hij zijn vestiging Nargothrond, wat Groot ondergronds slot bij de rivier Narog betekent. Finrod zelf krijgt door deze geschiedenis de bijnaam Felagund. Dit is het Dwergenwoord voor Houwer van grotten. Koning Finrod vestigt zich in zijn burcht met velen van zijn volk. Voor die tijd zijn de grotten het domein geweest van de Nietige Dwergen. Het is onzeker of dit lang voor de bouw van Nargothrond is gedaan door de Sindar of dat de Noldor van Finrod hiervoor verantwoordelijk zijn.

## Nargothronds invloedssfeer
Nadat de burcht voltooid is en Finrods volk er zijn intrek genomen heeft, is Nargothrond het meest uitgestrekte van de koninkrijken van de Noldor, hoewel Finrod niet de machtigste vorst is in het Huis van Finwë. De macht van Nargothrond strekt zich uit over het gebied tussen de Teiglin en de Narog, dat Talath Dirnen heet, Bewaakte Vlakte, maar ook over West-Beleriand, tussen de Narog en de Nenning. Oorspronkelijk is Finrod heer over de Pas van Sirion in het noorden, die bewaakt wordt vanuit de toren Minas Tirith. Na de bouw van Nargothrond stelt Finrod zijn neef Orodreth aan als heer over de Pas. Finrods broers Angrod en Aegnor, die regeren over de hoogvlakte Dorthonion, zijn ook vazallen van Finrod. Nargothrond bestrijkt dus al het land tussen de Falas in het westen en Doriath in het oosten, alsmede enkele leengebieden in het noorden.

## De Dagor Bragollach
Nargothrond beleeft een lange periode van rust en voorspoed onder het bewind van Finrod. Angband wordt vanaf het jaar I 75 voortdurend belegerd door de Noldor en later ook de Edain en in alle Elfenrijken is er vrede. Maar in I 455 breekt Morgoth het beleg met de Dagor Bragollach, de Slag van Plotselinge Vlam. Angrod en Aegnor sneuvelen in de strijd, en Finrod haast zich naar het noorden om zijn broers te ontzetten. Hij wordt echter bij het moeras van Serech door Orks van zijn manschappen afgesneden. Barahir komt Finrod ontzetten, maar deze is genoodzaakt terug te keren naar Nargothrond in plaats van Morgoths legers verder te bestrijden.
De burcht zelf is bij de Dagor Bragollach niet aangevallen, maar de slag heeft wel ingrijpende gevolgen. Celegorm en Curufin, twee zonen van Fëanor, zien zich onder druk van de Orklegers gedwongen hun land te verlaten en hun heil in Nargothrond te zoeken. Daar worden ze gastvrij ontvangen met een groot deel van hun volk. Hierdoor wordt Nargothrond sterker en machtiger, maar de Fëanorianen hebben een grote invloed op de politiek in Nargothrond.
Twee jaar na de Dagor Bragollach wordt Tol Sirion veroverd door Sauron, de machtigste dienaar van Morgoth, zodat ook Orodreth genoodzaakt is te vluchten naar Nargothrond. Sauron hernoemt het eiland Tol-in-Gaurhoth, Eiland van de Weerwolven.

## De queeste van Beren Erchamion

### Berens komst naar Nargothrond
Enkele jaren na deze gebeurtenissen komt de Mens Beren Erchamion, de zoon van Barahir, vanuit Doriath naar Nargothrond om Finrods hulp te vragen bij het verkrijgen van een Silmaril. Beren krijgt namelijk alleen toestemming met Thingols dochter Lúthien te trouwen als hij een Silmaril uit de kroon van Morgoth steelt en aan Thingol geeft. Omdat Barahir Finrods leven gered heeft, heeft Finrod gezworen hem en zijn familie in nood bij te staan.

### Verzet van Celegorm en Curufin
Wanneer hij dit uitlegt aan het volk van Nargothrond, komen Celegorm en Curufin hiertegen in het verweer. Celegorm herinnert het volk van Nargothrond aan de Eed van Fëanor, die ook zijn zonen gezworen hebben. Deze eed houdt in dat ze strijd voeren met iedereen die de Silmarillen uit hun bezit houdt. Mocht Beren slagen in zijn opzet, dan krijgt hij dus met de zonen van Fëanor te maken. Ook Curufin houdt een betoog, waarin hij de aanwezigen waarschuwt voor het gevaar dat Nargothrond loopt als het ten strijde trekt tegen Morgoth. Deze toespraak heeft zoveel effect, dat Nargothrond jarenlang niet ten strijde trekt, alle buitenstaanders wantrouwt en bondgenootschappen negeert.

### De dood van Finrod Felagund
De zonen van Fëanor zijn machtig en hun woorden overreden velen, zodat Finrod geen strijdmacht kan samenstellen om Beren te helpen. Maar Celegorm en Curufin zijn erop uit om Finrod alleen naar zijn ondergang te sturen, zodat zij een kans krijgen de macht te grijpen in Nargothrond. Nu Finrod ziet dat hij zijn volk niet meekrijgt, smijt hij zijn zilveren kroon op de grond en vraagt hij de mensen die hem trouw zijn om met hem mee te gaan. Een van zijn getrouwen, Edrahil, raapt de kroon op en vraagt Finrod om een regent aan te stellen, waarop deze Orodreth aanstelt in zijn plaats. Met Beren, Edrahil en nog negen anderen reist Finrod vervolgens naar Angband. Onderweg wordt het gezelschap door Sauron gevangengenomen op Tol-in-Gaurhoth. Sauron kan niet ontdekken hoe zijn gevangenen heten en wat ze van plan zijn. Daarom gooit hij ze in een put en stuurt regelmatig een weerwolf, die de ongelukkigen een voor een doodt. Uiteindelijk is Beren aan de beurt, maar Finrod weet zijn boeien te verbreken en de weerwolf te doden, maar zelf overlijdt hij ook aan zijn verwondingen.
Lúthien en Huan komen Beren te hulp en verslaan Sauron, waarop zijn gevangenen bevrijd worden. Velen van de gevangenen komen uit Nargothrond en keren daarnaar terug. De lotgevallen van Beren en Lúthien zijn dus van grote betekenis voor Nargothrond, dat zijn stichter verliest en vele inwoners terugkrijgt.

## Nirnaeth Arnoediad
De Nirnaeth Arnoediad is een van de grootschalige oorlogen van de Elfen en Mensen tegen Morgoth. Nargothrond vertrouwt op geheimhouding in plaats van het openlijke gevecht met Morgoth en stuurt geen leger op hem af. Slechts een kleine groep Elfen vecht mee onder leiding van Gwindor, de zoon van Guilin. Hij wil zijn gevangen broer Gelmir bevrijden of wreken. Wanneer de Elfen en Mensen Morgoths gebied belegeren, wordt Gelmir voor de ogen van zijn broer verminkt en gedood, waarop Gwindor te vroeg de aanval inzet. Hij en zijn mannen slagen erin door te dringen tot de poort van Morgoths vesting Angband en deze zelfs te doorbreken, maar worden daar ingesloten en bijna voltallig uitgeroeid. Na deze slag is Nargothrond nog meer dan voorheen geneigd zich af te sluiten van de rest van de wereld en te vertrouwen op geheimzinnigheid en onzichtbaarheid.

## Túrin Turambar
Nargothronds afzondering komt tot een einde na de komst van Túrin Turambar, die door de uit Angband ontsnapte Gwindor naar Nargothrond gebracht wordt. Daar verwerft Túrin veel aanzien en macht, en omdat het niet in zijn aard ligt te schuilen voor de vijand, haalt hij Nargothrond over tot openlijke oorlogvoering. Op last van Túrin wordt er een stenen brug gebouwd over de Narog, zodat de legers van Nargothrond makkelijker in en uit de stad kunnen. Er wordt een grote hoeveelheid wapens gesmeed en de inwoners van Nargothrond verdrijven de Orks uit de omliggende gebieden. De prijs voor Nargothronds succesvolle strijd is dat Morgoth nu weet waar de verborgen stad ligt. Ulmo laat Orodreth waarschuwen voor het gevaar waarin zijn stad verkeert en raadt hem aan zich weer in de stad op te sluiten en de brug te vernietigen. Dat laatste verbiedt Túrin, omdat hij trots is op zijn werk. Door zijn macht en ontoegeeflijkheid blijft de brug staan.

## Glaurung
Al snel stuurt Morgoth zijn grootste draak met een grote legermacht op Nargothrond af. De Draak bereikt Talath Dirnen, waarop de strijdkrachten van Nargothrond erop afgaan. Glaurung en zijn leger zijn echter te sterk voor Nargothrond; Orodreth en Gwindor sneuvelen en Nargothronds leger wordt verpletterend verslagen. Túrin verzamelt de overgebleven Elfen om Nargothrond te verdedigen, maar Glaurung is de stad al binnengedrongen dankzij de brug over de Narog. De sterke stad wordt veroverd en de bevolking wordt vermoord of weggevoerd.

## Het einde
De rijkdommen van Finrod komen in bezit van Glaurung. Deze is een tijdlang de enige bewoner van de verwoeste grotten van Nargothrond, maar hij wordt gedood door Túrin. Hierna ziet de Nietige Dwerg Mîm kans om de verlaten zalen vol goud en edelstenen in bezit te nemen, aangezien de hele streek verlaten is door Glaurungs terreur. Zijn aanspraak op Nargothrond wordt na enige tijd betwist door Húrin, de vader van Túrin Turambar, die Mîm doodt. Húrin verlaat de ruïne en neemt van de schatten alleen de Nauglamír mee. Dit is het einde van Nargothrond. Bij de verwoesting van Beleriand verdwijnen de resten onder de golven.